# Max Kohlhoff
Max Kohlhoff es un deportista alemán que compite en vela en la clase Star. Ganó una medalla de oro en el Campeonato Mundial de Star de 2023.

## Palmarés internacional
| Campeonato Mundial | Campeonato Mundial | Campeonato Mundial | Campeonato Mundial |
| Año                | Lugar              | Medalla            | Clase              |
| ------------------ | ------------------ | ------------------ | ------------------ |
| 2023               | Scarlino (Italia)  | Medalla de oro     | Star               |